# دانيال مالهو
دانيال مالهو (بالإسبانية: Daniel Malhue)‏ (13 فبراير 1995 بسانتياغو في تشيلي - ) هو مدرب كرة قدم ولاعب كرة قدم تشيلي في مركز الهجوم. لعب مع كولو-كولو وتراساندينو دي لوس أنديس ‏.

## روابط خارجية
- دانيال مالهو على موقع قاعدة بيانات كرة القدم.إي يو (الإنجليزية)
- دانيال مالهو على موقع Soccerway.com (الإنجليزية)
- دانيال مالهو على موقع AS.com (الإسبانية)